# Benedetti Gábor
Benedetti Gábor (Budapest, 1972. szeptember 30. –) magyar politikafilozófus, kommunikációs tanácsadó.

## Pályakép
Gyermekkorát Óbudán töltötte, a Veres Péter Gimnáziumban érettségizett 1991-ben. A gimnázium után a Népszabadság belpolitikai rovatának külső munkatársa volt. 1993-1998 között a Miskolci Egyetemen tanult filozófiát, majd 1999-2002 között társadalom- és erkölcsfilozófia doktori képzésre járt. Politikafilozófiából doktorált az ELTE-n. Politika és erkölcs. A liberális demokrácia eszmerendszerének kialakulása című értekezését 2007-be védte meg.
Szakmai írásaiban foglalkozott többek közt Machiavelli, Dante és Rawls politikafilozófiájával. Első könyve Filozófusok a konyhában címmel jelent meg 2020-ban, melyben ismeretterjesztő formában írt filozófiai és politikai kérdésekről (ebben foglalkozik muszlim és zsidó filozófiával is).
Újságíróként dolgozott a Magyar Hírlapnál, a Budapesti Napnál és más lapoknál, illetve online magazinoknál. 2005-2006-ban kommunikációs tanácsadóként dolgozott a Miniszterelnöki Hivatalban, illetve alkalmazásban állt a Képviselői Irodaházban. Tagja volt a 2006-os országgyűlési választás SZDSZ-es kampánycsapatának. Az önkormányzati választáson listán bejutott zuglói önkormányzati képviselőnek, majd a polgármesteri hivatal kommunikációs referense lett. Az Európai Unió egyik brüsszeli partnercége megbízásából több munkát is végzett a magyarországi és uniós szabályozások harmonizációjával kapcsolatosan. 2020-ban a zuglói önkormányzattól elismerő oklevelet kapott a COVID-járvány idején végzett önkéntes segítői tevékenységéért.

## Válogatott publikációk
- Politika és erkölcs. A liberális demokrácia eszmerendszerének kialakulása (2006)
- Az informatikai robbanás bűvöletében (Thomas L. Friedman: És mégis lapos a Föld) (2006). In: https://inftars.infonia.hu/pub/inftars.VI.2006.4.10.pdf
- Méltóság, szolidaritás, igazságosság (2011)[5]
- Machiavelli és a liberális politikafilozófia alapjai (2012) In: A társadalom aspektusai (szerk.: Demeter Tamás – Hell Judit), 2012, Áron Kiadó. https://www.libri.hu/konyv/demeter_tamas.a-tarsadalom-aspektusai.html
- Dante szerepe az emberi méltóság filozófiai fogalmának kialakulásában (2013). In: http://epa.oszk.hu/03100/03182/00009/pdf/ EPA03182_dante_fuzetek_9_2013_196-222.pdf
- Filozófusok a konyhában 1. – Európa: aznapos vagy másnapos? (Boros Bence Mátéval) 2020, L'Harmattan kiadó[6]

## Forrás
- Filozófusok a konyhában (a szerzőkről)